# Hélépole
L'hélépole (en grec ἑλέπολις / helépolis : « preneur de cités ») est une grande tour de siège inventée par Polyeidos de Thessalie au IVe siècle av. J.-C. Cet engin de siège est alors considéré comme le plus grand et le plus perfectionné de son temps. Diodore de Sicile en offre une description détaillée : il s'agit d'une tour de neuf étages bardée de fer, de 40 mètres (125 pieds) de haut et 21 mètres (60 pieds) de large, pesant 180 tonnes. 
Les hélépoles ont été utilisées notamment durant le siège de Rhodes entre 305 et 304 av. J.-C. par Démétrios Poliorcète.